# Pont-canal de Barberey-Saint-Sulpice
Le pont-canal de Barberey-Saint-Sulpice franchit la Seine à Barberey-Saint-Sulpice, dans le département français de l'Aube.

## Description

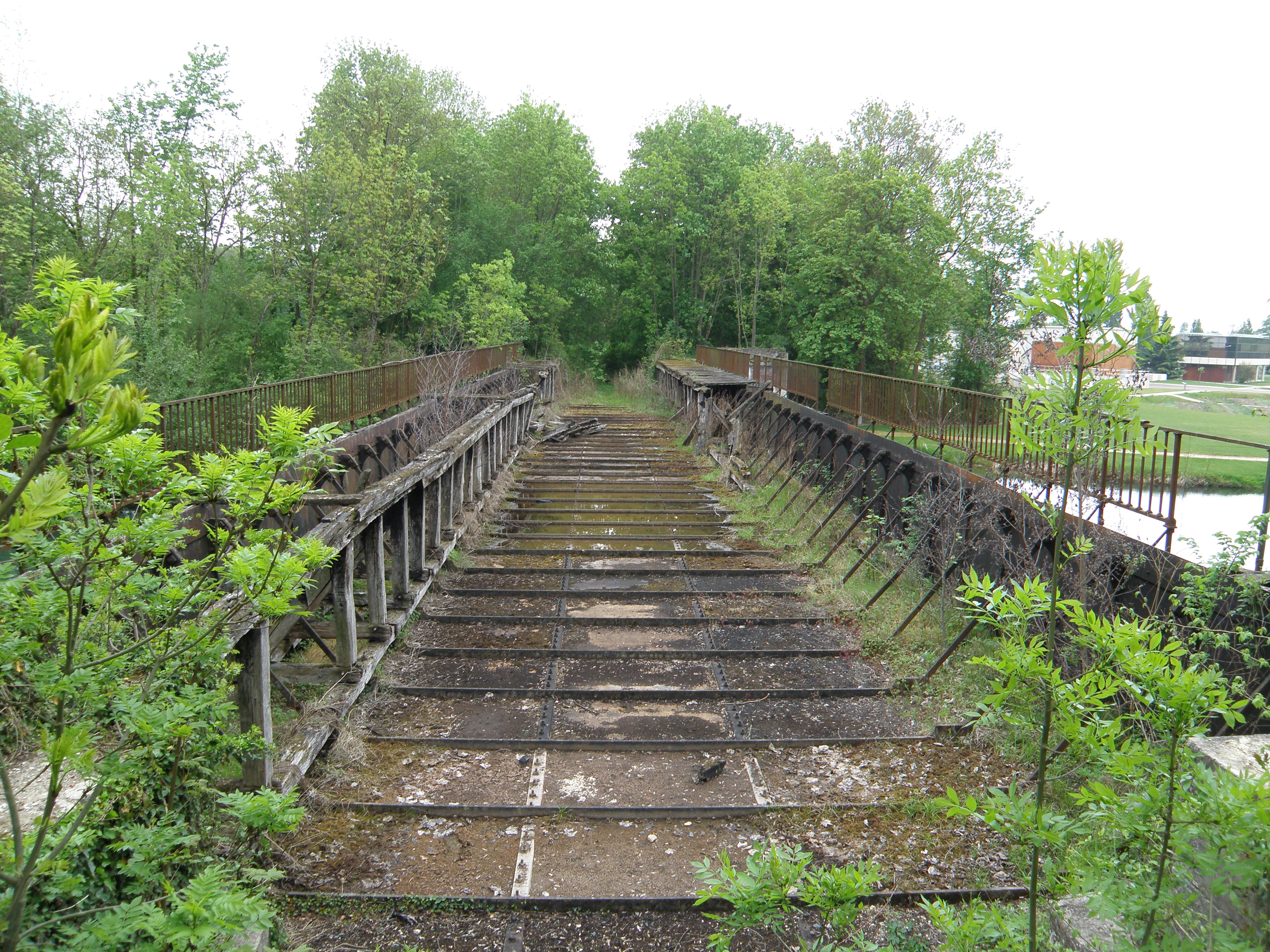
Vue de la cuvette en 2010.

Le pont-canal, de longueur totale 49 m, est fondé sur quatre piles en maçonnerie d'épaisseur 1,3 m, espacées de 9,80 m. Chacune de ses cinq travées, d'ouverture 8,40 m, comprend six fermes en fonte intégrant des arcs surbaissés de flèche 0,7 m. Les fermes et leurs raidisseurs transversaux, placés sur les piles et les culées, sont assemblés par simple emboîtement. La bâche, de construction modulaire, comporte des panneaux eux aussi en fonte de longueur 1,225 m. Les panneaux sont fixés par boulonnage sur des nervures transversales. Les parois verticales sont rigidifiées par des tirants en fer forgé disposés dans les angles intérieurs. Les chemins de halage sont portés par deux passerelles latérales en bois, aujourd'hui disparues, construites dans la cuvette.

## Localisation
Le pont-canal est situé sur la commune de Barberey-Saint-Sulpice, dans le département français de l'Aube.

## Historique

### XIXeetXXesiècles
Conçu par l'ingénieur Pierre-Olivier Lebasteur, le pont-canal est construit en 1846. L'entreprise Hippolyte Cavy de Nevers en réalise les maçonneries et le maître de forges parisien Jean-Pierre-Victor André, les parties métalliques. Les fermes sont coulées par la fonderie Rollet & Remy de Joinville. Sa construction en fonte, audacieuse à cette époque, a permis au canal de la Haute-Seine de franchir la Seine à faible hauteur au-dessus de celle-ci, alors qu'un pont en maçonnerie, pour ne pas constituer un barrage en cas de crue, aurait dû être plus haut. Des cassures sont constatées avant 1870 sur deux fermes en fonte
,. Après un confortement provisoire, celles-ci sont remplacées par des fermes neuves en fer lors de la restauration du pont en 1887,
,
. Des réparations par soudure de sa structure sont effectuées en 1930
. À la suite de la radiation de la nomenclature des voies navigables du canal de la Haute-Seine en 1957, il est désaffecté. La construction de la station d'épuration de l'agglomération de Troyes à proximité immédiate du pont-canal, entraîne le comblement en 1973, de la partie amont du canal jusqu'à la ville de Troyes, pour accueillir la canalisation des égouts. Depuis lors, le pont-canal est à sec.

### XXIesiècle
À partir du 8 août 2014, le conseil général de l'Aube entreprend la restauration du pont-canal. Ces travaux d'un montant de 962 000 € s'inscrivent dans le projet de prolongement de la voie verte du canal de la Haute-Seine. Le pont-canal demeure hors d'eau et porte désormais une passerelle accessible aux piétons et cyclistes. La nouvelle voie verte de la Seine a été ouverte au public en juin 2015.

Travaux en 2014 et 2015
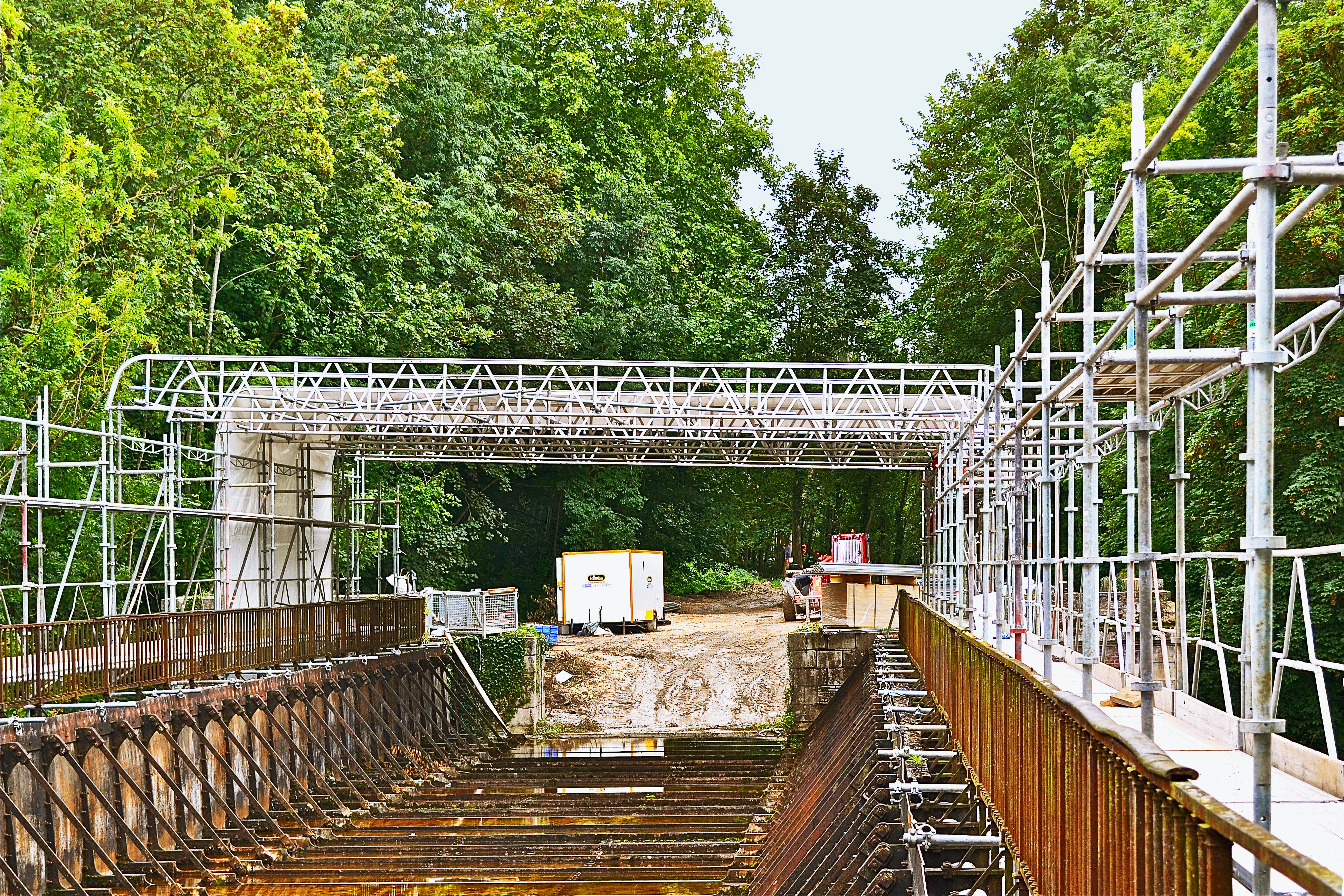
27 août 2014.
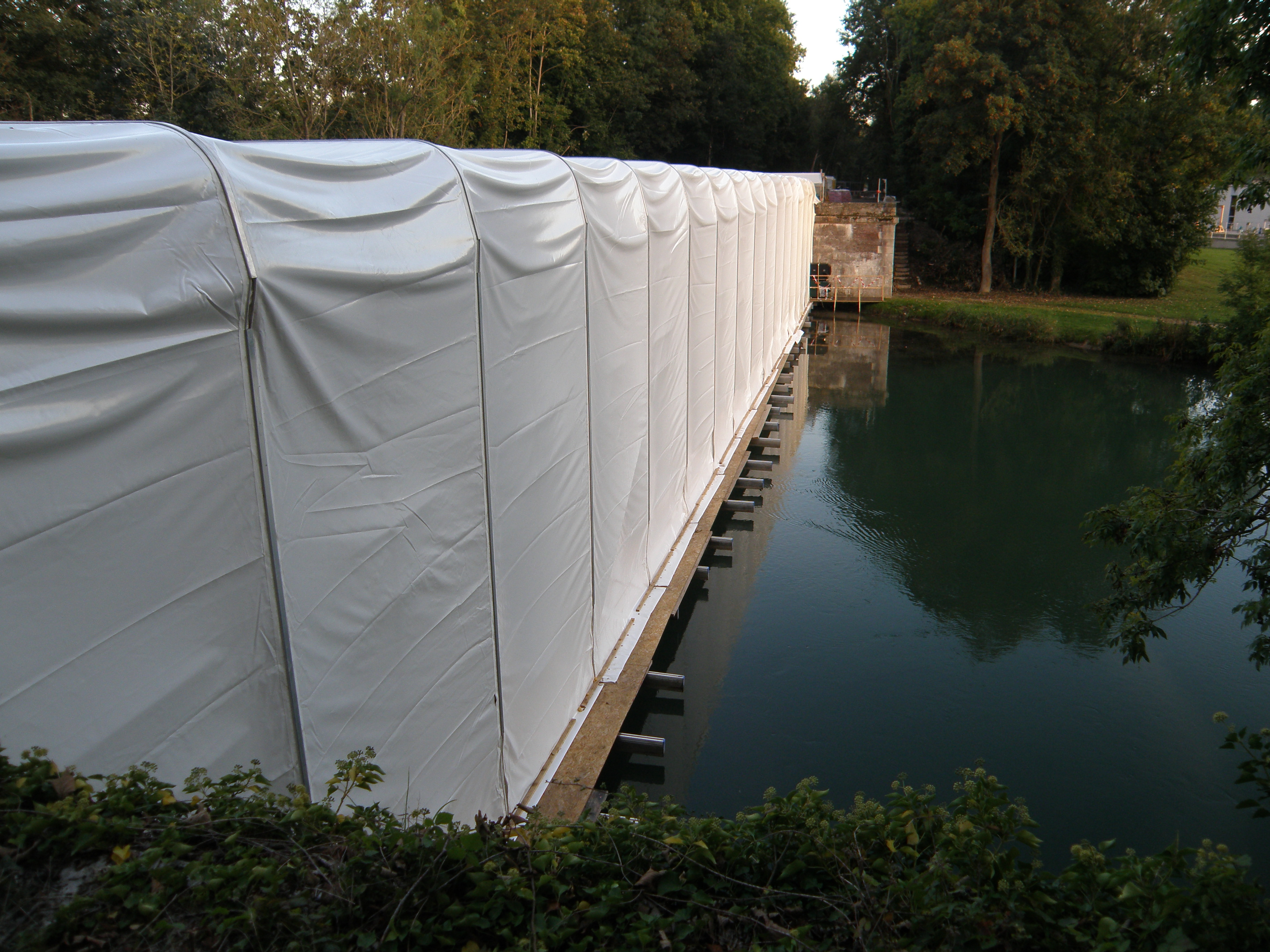
26 septembre 2014.
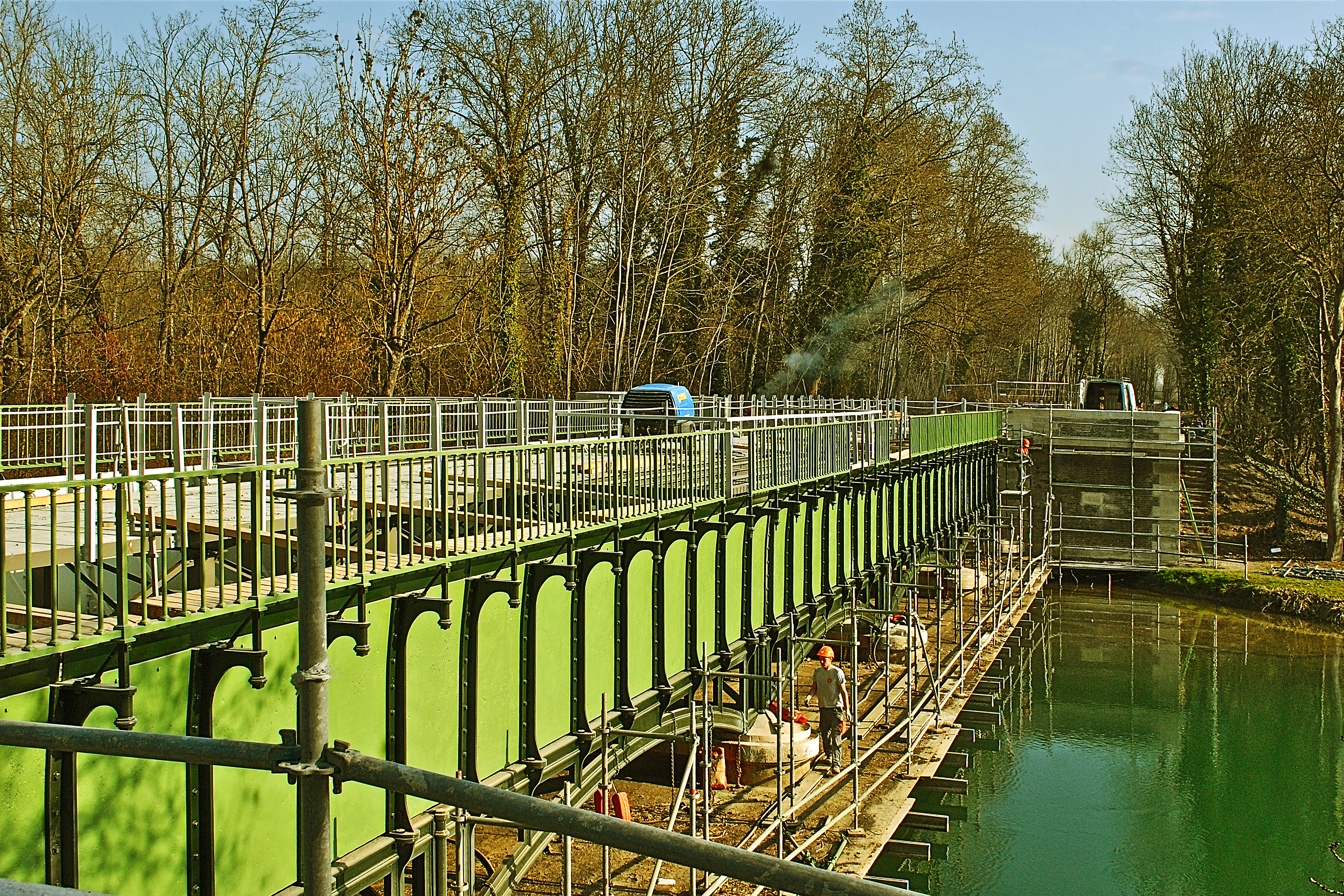
16 mars 2015.
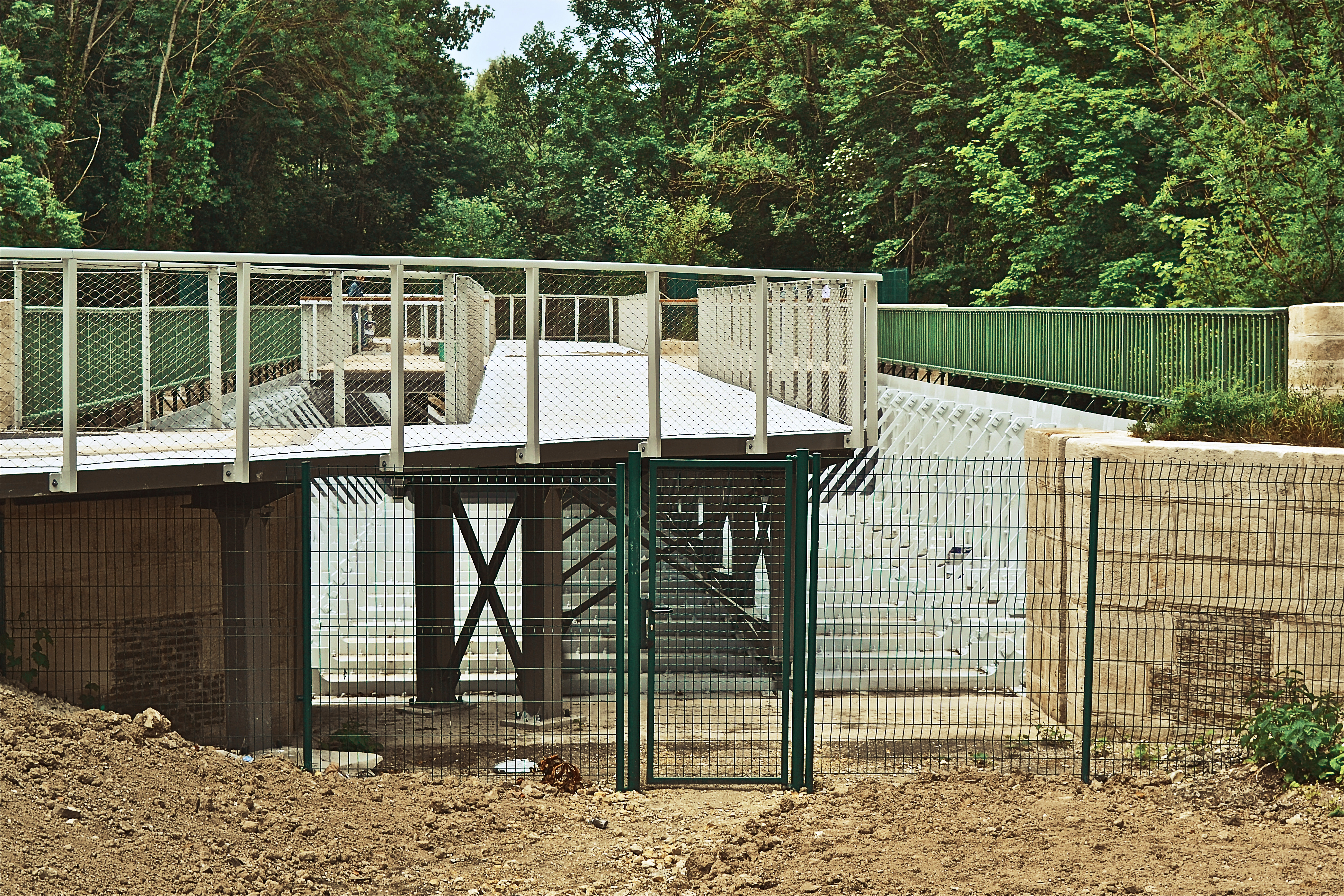
26 mai 2015.
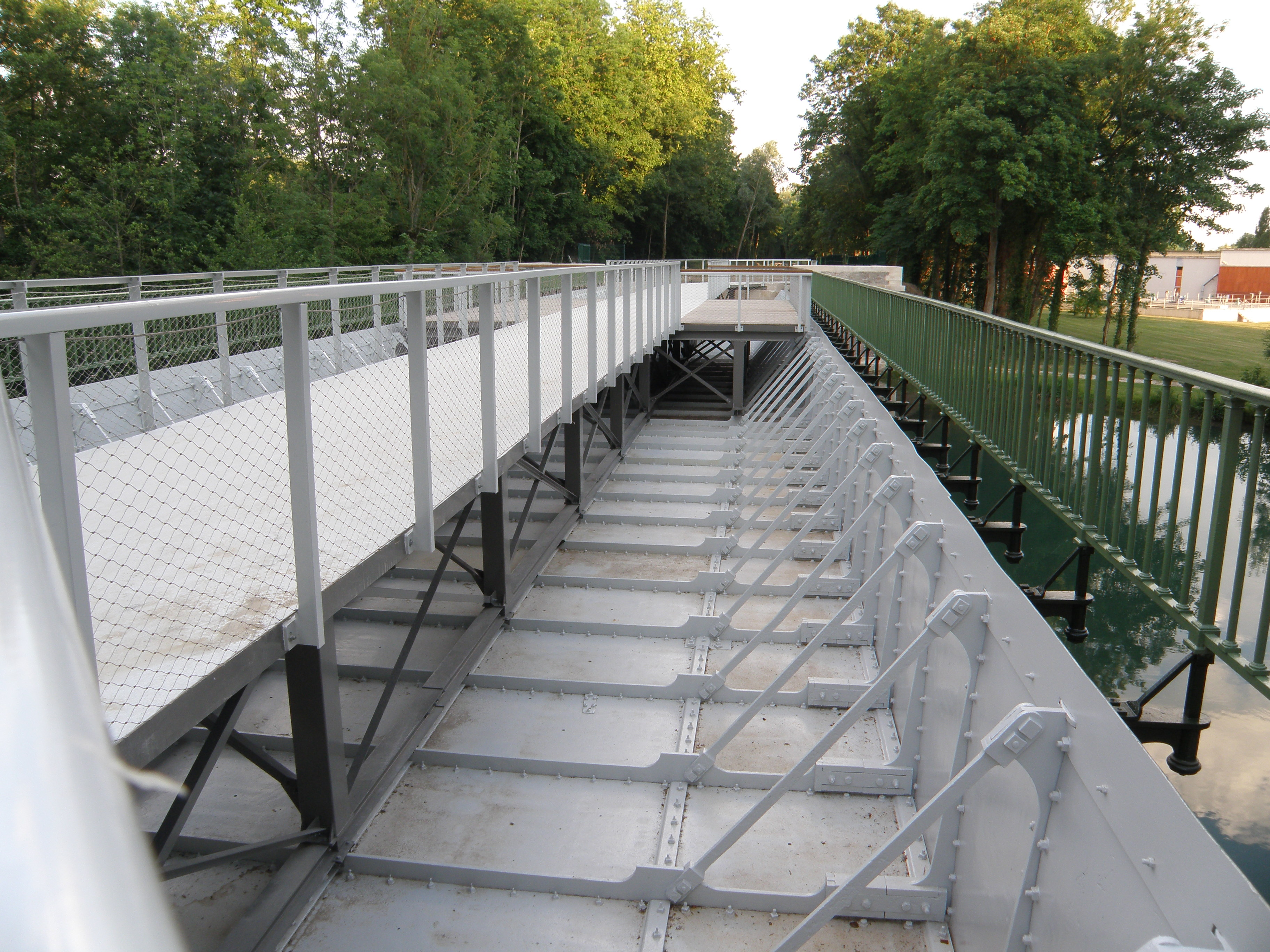
5 juin 2015.

Le pont-canal au service de la voie verte de la Seine
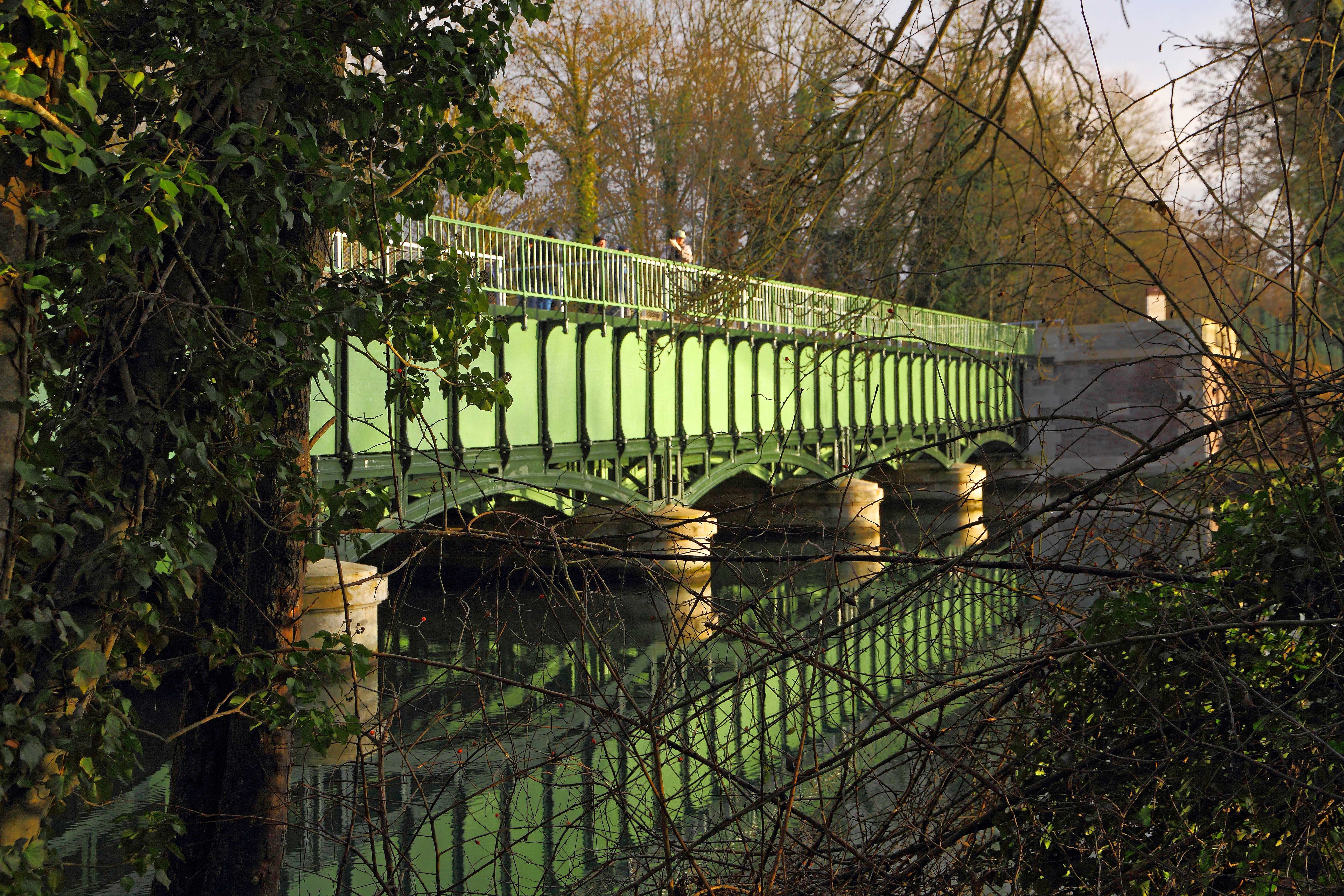
Le pont-canal franchit la Seine.
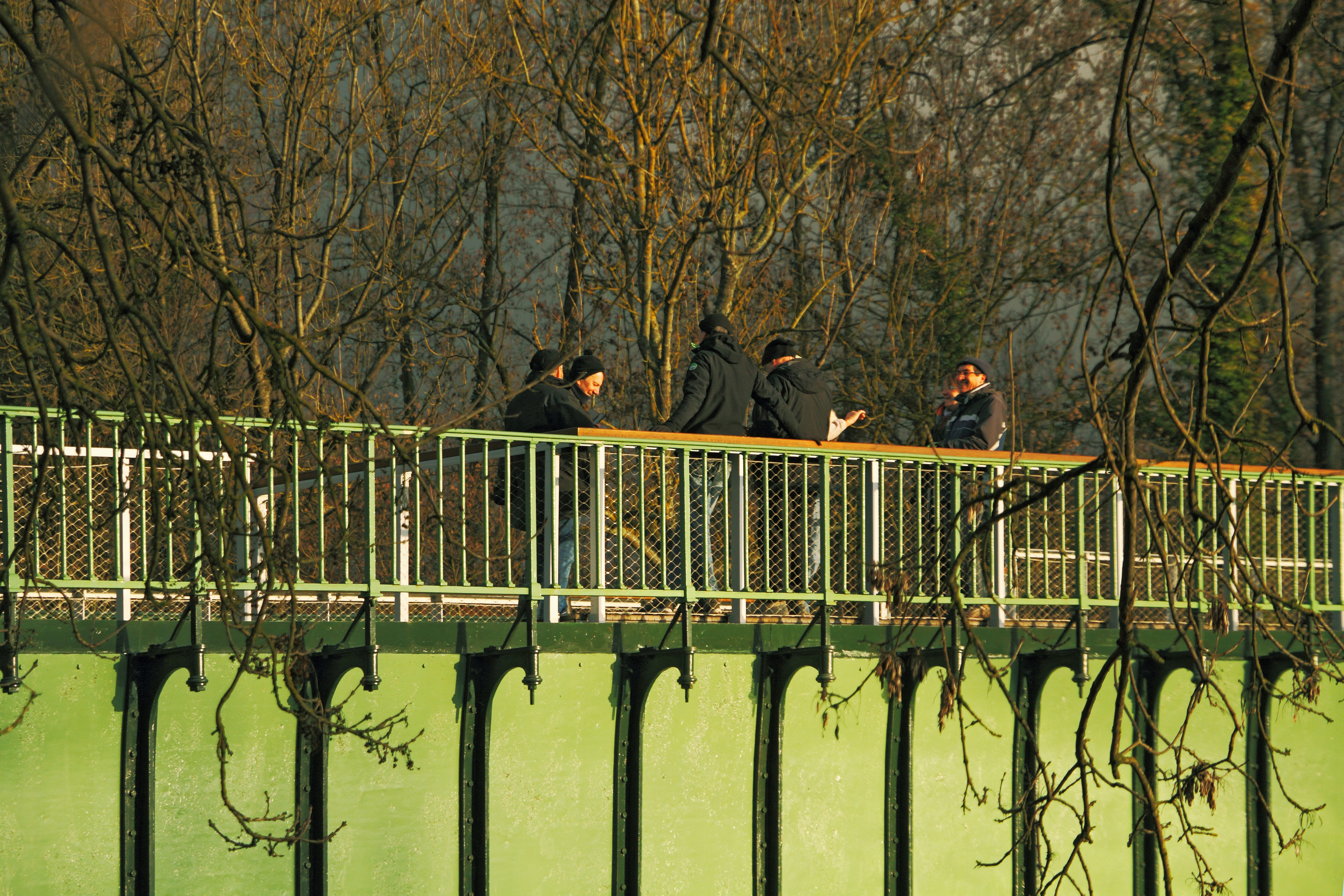
Le tablier avec les supports de garde-corps en fonte.
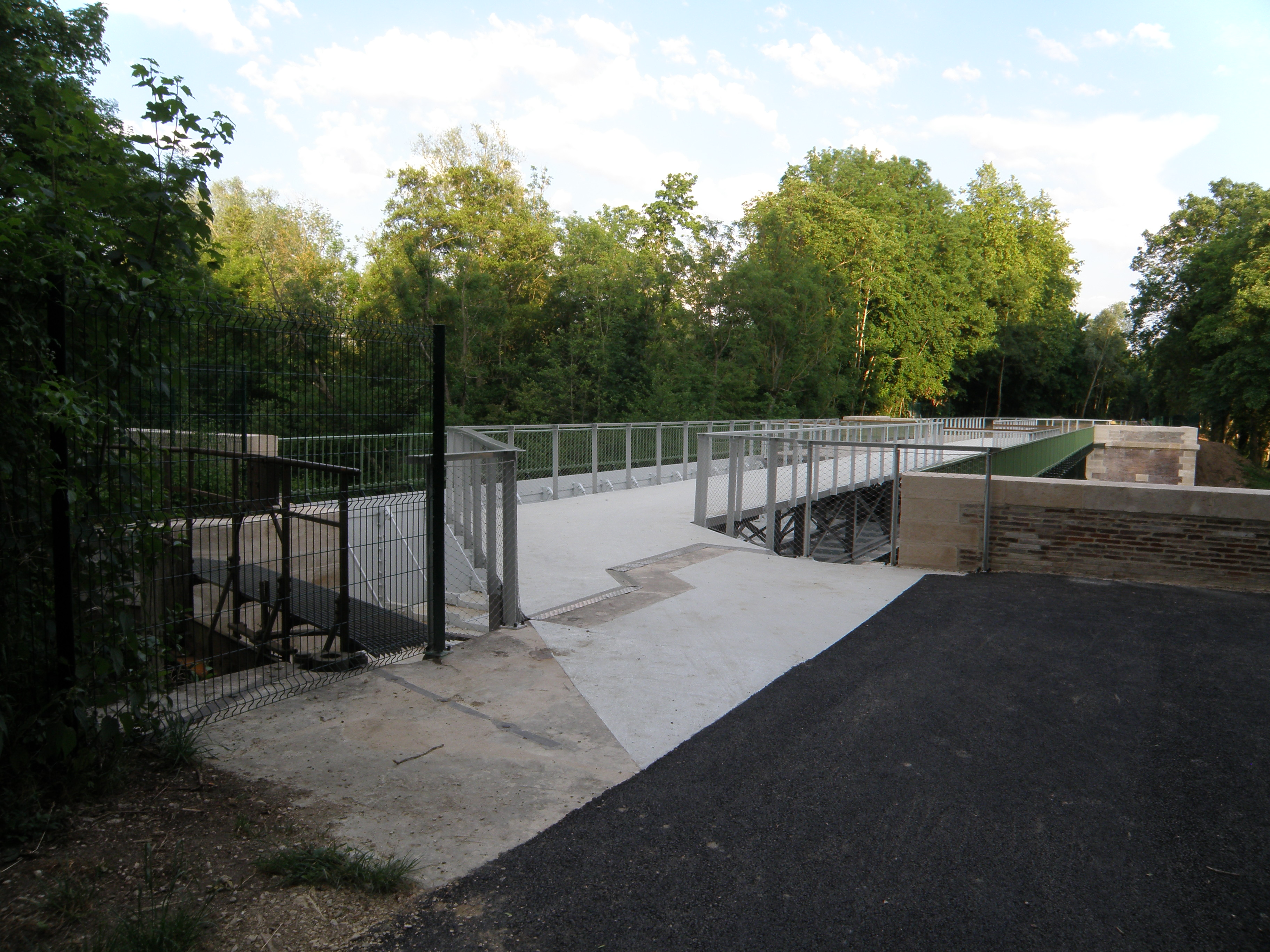
L'entrée de la voie verte sur le pont.
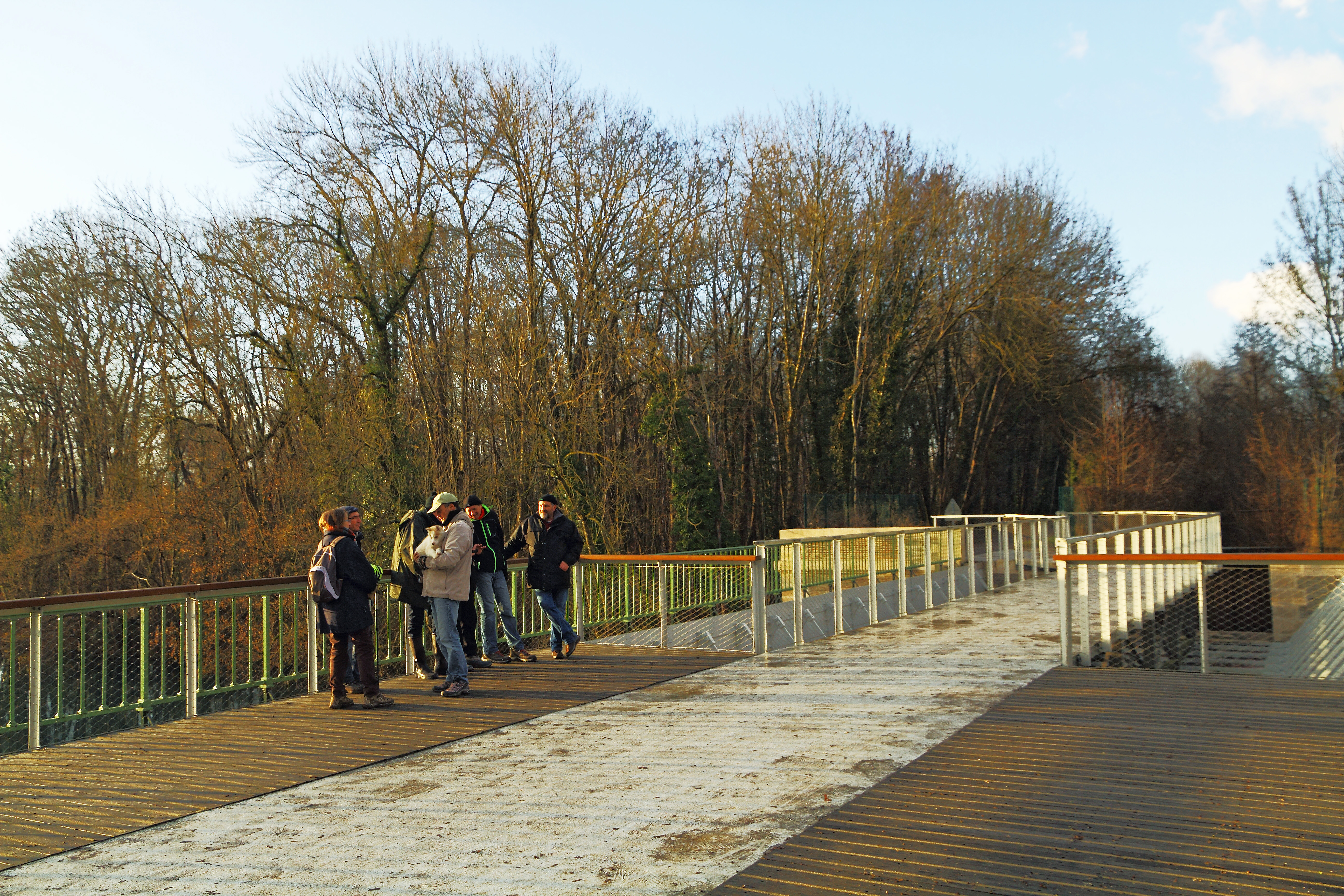
Passage de la voie verte sur le pont.

## Protection
Plus ancien pont-canal métallique encore en place, l'édifice est inscrit au titre des monuments historiques en 1984.